# Joseph Bonnel
Joseph Bonnel (Florensac, 4 de janeiro de 1939 - 13 de fevereiro de 2018) foi um futebolista e treinador francês. Atuava como meia e fez história no Valenciennes e no Olympique de Marseille.

## Carreira

### Como jogador
Bonnel começou a jogar profissionalmente no Montpellier, em 1957, permanecendo por duas temporadas, até se destacar e ser contratado pelo Valenciennes, em 1959.
Nas oito temporadas que passou no clube, se tornou um dos maiores ídolos da história deste, como um dos jogadores que mais vestiram a camisa do mesmo. Em 1967, porém, se transfere ao Olympique de Marseille, onde viria a também se tornar ídolo, conquistando dois Campeonatos Franceses e duas Copas da França.
Em 1973, vai para o AS Béziers para encerrar a carreira depois de jogar três temporadas neste clube.

#### Seleção Francesa
Com 25 jogos e 1 gol pela Seleção de seu país, jogou a Copa do Mundo FIFA de 1966 como titular.

### Como treinador
Teve três experiências como treinador. Primeiro, no mesmo Marseille em que foi ídolo, ficando apenas uma temporada, depois no Béziers, permanecendo por cinco anos, e encerrando a carreira no Aubagne, em 1983.

## Títulos
Olympique de Marseille
- Campeonato Francês: 1970-71 e 1971-72
- Copa da França: 1968-69 e 1971-72